# Destination cerveau
Destination cerveau (titre original : Fantastic Voyage II: Destination Brain) est un roman de science-fiction écrit par Isaac Asimov, paru en 1987 puis traduit en français et publié en 1988.
Le titre en langue originale pourrait laisser penser à une suite du roman Le Voyage fantastique, qui est l'adaptation en roman du film Le Voyage fantastique. Il n'en est rien. Isaac Asimov n'a jamais été très satisfait de sa novélisation car bien qu'il ait pu modifier certains détails scientifiques, ce n'était pas entièrement son propre travail. Il a donc décidé vingt ans plus tard d'écrire Destination cerveau comme une nouvelle histoire qui ne partage avec Le Voyage fantastique que le concept central de scientifiques miniaturisés entrant dans un corps humain.[réf. nécessaire]

## Résumé
L'histoire se déroule dans la deuxième partie du XXIe siècle : la guerre froide est terminée, mais le régime soviétique reste fort et fier. Les deux blocs jouissent de la paix, mais sans s’accepter pleinement l'un l'autre, chacun cherchant la supériorité technologique et le prestige qui l’accompagne.
Dans le secret absolu, les Soviétiques ont développé une technologie de miniaturisation qui permet de réduire un humain aux dimensions d'une molécule, ou moins encore. Cependant, le processus nécessite un énorme apport d'énergie pour miniaturiser même un petit objet pendant une courte période. Ainsi, bien que la miniaturisation se soit avérée scientifiquement possible, elle semble également impossible à réaliser sur le plan économique.
Certes le grand chercheur Piotr Leonovitch Chapirov, avait vaguement parlé d'un moyen de la rendre abordable. Malheureusement, il se trouve maintenant dans le coma, ses secrets apparemment enfermés pour toujours.
Mais Chapirov connaissait un scientifique américain, Albert Jonas Morrison, qui a ses propres théories particulières concernant le traitement et le stockage par le cerveau de la pensée créative. Chapirov avait été grandement intrigué par les idées de Morrison, et c'est cet intérêt qui conduit une délégation soviétique à se rendre aux États-Unis pour proposer à Morrison de participer à un projet incroyable : la miniaturisation d'un petit submersible contenant cinq personnes, puis son introduction dans le cerveau de Chapirov pour essayer de récupérer ses pensées. Morisson refuse mais les Soviétiques le kidnappent et le ramènent chez eux.
Une fois sur place, Morrison accepte d'être miniaturisé avec quatre scientifiques soviétiques pour entrer dans le cerveau mourant de Chapirov, et là, d'utiliser son programme informatique pour sauvegarder sa mémoire.
Une fois rendu à sa taille normale et rapatrié aux États-Unis, mais sans aucune information utilisable sur la miniaturisation, Morrison dévoile qu'il a fait une découverte surprenante : pendant la mission à l'intérieur du corps de Chapirov, il a découvert que son programme, au lieu de lire les pensées de Chapirov, a en fait servi de relais entre les esprits et les pensées de certains de ses compagnons. Cela le pousse à théoriser que si un certain nombre de personnes étaient unies par télépathie à l'aide de sa machine, elles pourraient former un groupe de réflexion surhumain qui pourrait faire de grandes découvertes en peu de temps. Cette avancée des États-Unis sur la télépathie n'est rien sans la création d'un ordinateur qu'il faudrait implanter dans un neurone, ce que les Soviétiques maîtrisent. Mais ces derniers n'ont rien à propos de la télépathie. Morisson va donc amener les deux grandes puissances à coopérer dans le but de maîtriser à terme l'antigravité et d'atteindre une vitesse supérieure à celle de la lumière.

## Éditions
- Fantastic Voyage II: Destination Brain, Doubleday, 18 août 1987, 332 p. (ISBN 0-385-23926-2)
- Destination cerveau, Presses de la Cité, 1er septembre 1988, trad. Monique Lebailly, 322 p.  (ISBN 2-258-02364-5)
- Destination cerveau, Pocket, coll. « Science-fiction » no 5381, mai 1990, 476 p.  (ISBN 2-266-03472-3)